# 海关总署办公厅
海关总署办公厅（简称署办），与国家口岸管理办公室（简称国口办、口岸办）一个机构两块牌子，是中华人民共和国海关总署内设机构。
海关总署办公厅负责海关总署综合工作。国家口岸管理办公室主管中华人民共和国口岸事务，主要负责研究提出各类对外开放口岸的整体规划及口岸规范的具体措施并组织实施；根据国务院的总体需求，组织协调口岸通关中各有关部门的工作关系，指导和协调地方政府口岸工作。

## 沿革
1949年10月，中央人民政府政务院决定设立中央人民政府海关总署，总署下设海关总署办公厅。1953年1月14日，中央人民政府委员会第二十一次会议决定将海关总署并入中央人民政府对外贸易部，海关总署办公厅撤销。
1980年2月9日，中华人民共和国国务院发布《国务院关于改革海关管理体制的决定》，全国海关收归中央管理，恢复成立中华人民共和国海关总署，总署下设海关总署办公室。国务院设立国务院口岸领导小组，管理全国口岸工作，国务院口岸领导小组办公室设在国家计划委员会。1993年，成立正部级国务院办事机构国家口岸办公室。1998年3月，根据第九届全国人民代表大会第一次会议通过的《国务院机构改革方案》，海关总署办公室与国家口岸办公室合并，整合组建海关总署办公厅（海关总署口岸规划办公室）。2006年5月24日，根据中央机构编制委员会办公室批复，将海关总署口岸规划办公室更名为国家口岸管理办公室，统一领导全国口岸工作。
国家口岸管理办公室每年度与中国口岸协会联合出版《中国口岸年鉴》，介绍全国对外陆海空口岸发展的概况。

## 机构设置
根据有关规定，海关总署办公厅（国家口岸管理办公室）设置下列机构：
- 总值班室
- 综合处
- 署长办公室
- 督查室
- 文秘处
- 机要保密处
- 文电处
- 档案处
- 政务公开处（海关总署信访办公室）
- 新闻办公室
- 国家口岸管理办公室口岸一处（规划审理统计）
- 国家口岸管理办公室口岸二处（通关协调）
- 国家口岸管理办公室口岸三处（口岸综合）
- 国家口岸管理办公室口岸四处（电子口岸单一窗口建设）